# Batalla de l'illa Mackinac
La batalla de l'illa Mackinac fou un enfrontament armat de la Guerra de 1812 entre tropes dels Estats Units per una banda i tropes britàniques i nadius americans a l'illa Mackinac, que va finalitzar amb victòria britànica.
Abans de la guerra, Fort Mackinac havia estat un important lloc comercial nord-americà a l'estret entre el llac Michigan i el llac Huron. Va ser important per la seva influència i control sobre les tribus natives americanes de la zona, que de vegades es coneixia en els documents històrics com Michilimakinac. Una força britànica, canadenca i nativa nord-americana havia capturat l'illa en els primers dies de la guerra i el 1814 es va muntar una expedició estatunidenca per recuperar-la. La força estatunidenca va manifestar la seva presència intentant atacar els posts avançats britànics en altres llocs del llac Huron i la badia de Geòrgia, de manera que quan finalment van desembarcar a l'illa Mackinac, la guarnició britànica estava preparada per enfrontar-s'hi. A mesura que els estatunidencs avançaven cap al fort des del nord, van ser emboscats pels nadius americans i obligats a reembarcar-se amb nombroses baixes.

## Antecedents
L'illa Mackinac i el proper post comercial de la Companyia del Nord-oest canadenca a Sault Ste. Marie eren llocs vitals en el comerç de pells, que dominava l'economia i la forma de vida de les nacions natives americanes a la zona coneguda com el Vell Nord-oest. La majoria dels nadius americans es van oposar a l'expansió i invasió dels Estats Units a la zona.
El 18 de juliol de 1812, una força mixta de soldats regulars britànics, voyageurs canadencs i nadius americans van capturar l'illa Mackinac durant el setge de Fort Mackinac abans que els defensors estatunidencs sabessin que s'havia declarat la guerra entre els Estats Units i la Gran Bretanya. La notícia d'aquest èxit va influir en moltes més tribus natives que abans havien estat neutrals o poc decidides a unir-se a la causa britànica, i contribuïren a diverses victòries britàniques més durant l'any següent. Mentrestant, els britànics van abandonar les seves defenses a l'illa de Sant Josep i van concentrar les seves forces a l'illa Mackinac.
Durant la resta de l'any i durant gran part de 1813, el control britànic de Mackinac va quedar assegurat, ja que també tenien Detroit, que els estatunidencs haurien de recuperar abans d'atacar Mackinac. Llavors, el 10 de setembre de 1813, els estatunidencs van guanyar la decisiva batalla naval del llac Erie, que els va permetre recuperar Detroit i derrotar la força britànica i nativa en retirada a la batalla del Tàmesi. Tot i que l'any ja era massa avançat per permetre als estatunidencs muntar una expedició per recuperar Mackinac abans que els llacs es gelessin, sí que havien tallat les línies de subministrament britàniques fins a l'illa. La guarnició britànica, comandada pel capità Richard Bullock del 41è Regiment d'Infanteria, es va mantenir amb mitges racions i també va adquirir una mica de peix i blat de moro localment però a finals de l'hivern ja patien una greu escassetat.

### Defenses britàniques
El febrer de 1814, el tinent coronel Robert McDouall de la Infanteria Lleugera de Glengarry va rebre l'ordre de restablir les comunicacions amb Mackinac i fer-se càrrec del post. La primera tasca de McDouall va ser obrir una nova línia de subministrament des de York passant per Yonge Streer i el llac Simcoe fins al riu Nottawasaga, que desemboca a la badia de Geòrgia El Nottawasaga va ser seleccionat amb preferència al post establert a Penetanguishene a la badia de Matchedash, tot i que la navegació des del Nottawasaga estava obstruïda per roques i bancs. Tanmateix, la ruta del llac Simcoe a Penetanguishene s'hauria de millorar durant 30 milles (48 km), cosa que seria gairebé impossible en ple hivern, mentre que el transport terrestre fins al Nottawasaga era més curt i es podia millorar molt més fàcilment.

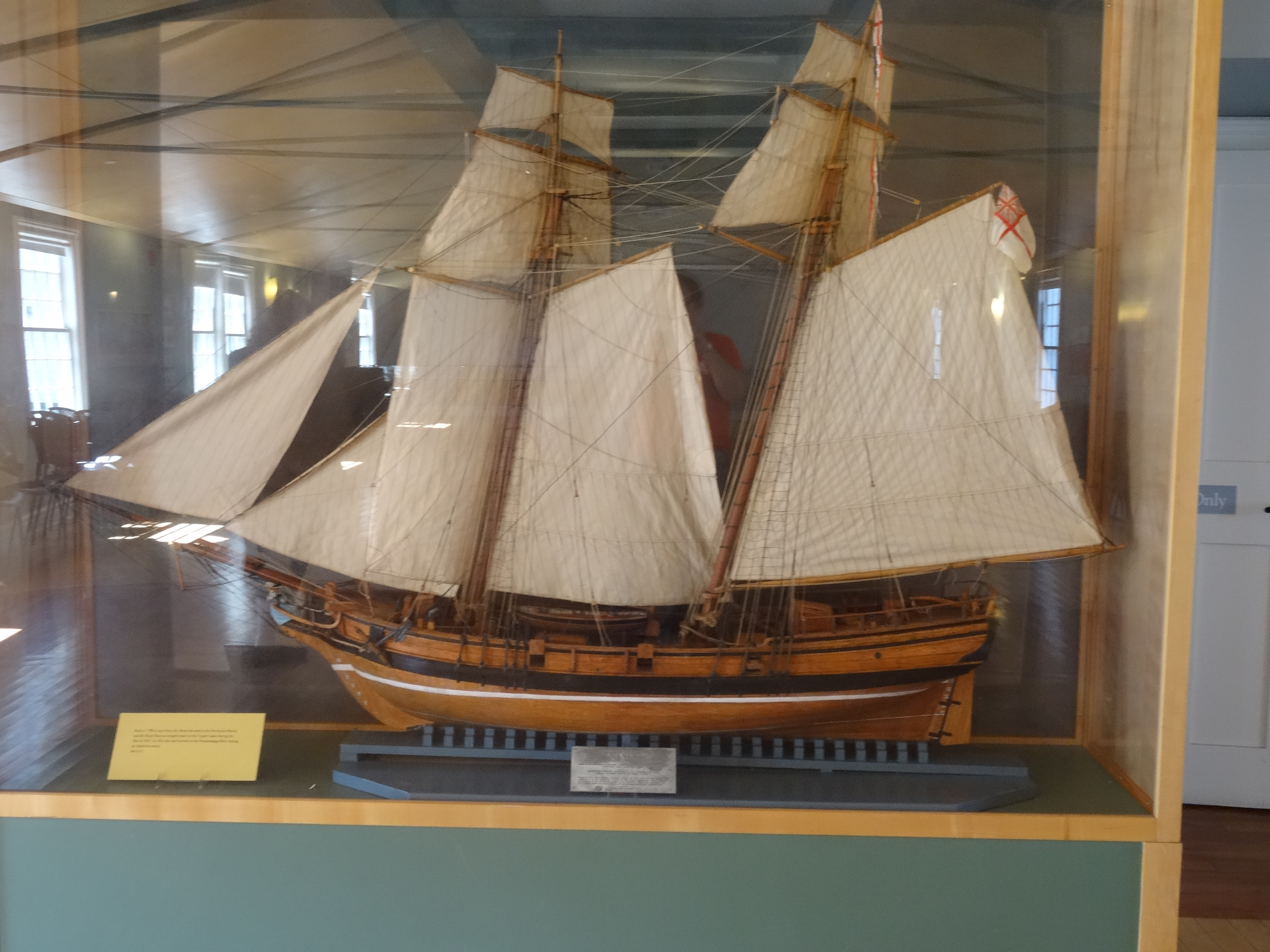
El maig de 1814, 21 mariners de la Royal Navy van arribar per reforçar la tripulació de l'HMS Nancy, una goleta vital per reaprovisionar Fort Mackinac.

El grup de McDouall estava format per noranta homes dels Royal Newfoundland Fencibles, la majoria dels quals estaven acostumats a servir com a infanteria d emarina, i onze artillers amb quatre canons de campanya. També va endur-se vint-i-un mariners de la Royal Navy per reforçar la tripulació de la goleta Nancy, que s'estava reequipant a l'illa de Sant Josep en aquell moment, i trenta fusters per ajudar a construir trenta <i>batteaux</i>.
El 19 d'abril, els batteaux de McDouall van començar a baixar pel riu amb els Newfoundlanders, artillers i mariners, i van arribar al llac el 25 d'abril. Va arribar a Mackinac el 18 de maig, portant una gran quantitat de provisions per a la guarnició famolenca i els aliats nadius, havent perdut només un vaixell pel camí, malgrat el temps tempestuós. Uns dies més tard va ser reforçat per 200 nadius americans més, sota el lideratge nominal del tinent Robert Dickson del Departament de l'Índia. Les comunitats indígenes de tota la regió estaven ansioses per evitar que els estatunidencs recuperessin a la regióuna fortalesa com Fort Mackinac, i líders com Elizabeth Mitchell van ser fonamentals per cridar guerrers a la defensa de l'illa.
McDouall va ordenar que es reforcessin les defenses de l'illa. La fortalesa existent estava situada en una carena que dominava el port a la banda sud de l'illa, però, al seu torn, estava dominada per una altra carena boscosa, el punt més alt de l'illa. El 1812, els britànics havien arrossegat artilleria fins a aquesta carena per obligar el fort a rendir-se. Les tropes de McDouall van construir una tanca i un petit fortí a la carena superior; van anomenar la nova fortificació Fort George. Els plans per reconstruir la Nancy com a canonera van ser abandonats, i la Nancy va fer dos viatges d'anada i tornada entre l'illa Mackinac i el Nottawasaga per dur subministraments.

### Els plans estatunidencs

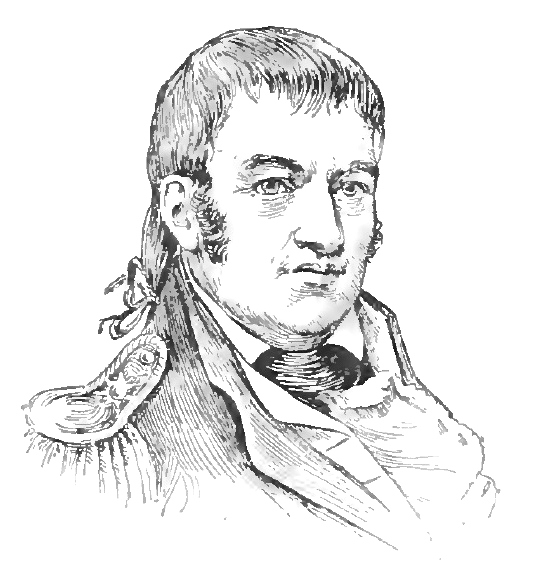
El general de brigada estatunidenc Duncan McArthur va establir Fort Gratiot el 1814 com una base avançada per recuperar l'illa de Mackinac.

El 1814, els estatunidencs van intentar recuperar l'illa com a part d'una campanya més gran concebuda per trencar l'aliança del comerç de pells entre els britànics i els nadius als estats i territoris del nord-oest. El secretari de marina dels Estats Units, William Jones, va donar suport a un atac a Mackinac, ja que això donaria feina als vaixells de l'esquadró nord-americà al llac Erie, que d'altra manera tindrien poc paper útil en la guerra. L'expedició per recuperar Mackinac es va preparar a Detroit, i el general de brigada Duncan McArthur va establir Fort Gratiot a l'extrem sud del llac Huron com a base avançada.
William Clark, governador del Territori de Missouri, mentrestant, va dirigir una expedició per establir un fort a Prairie du Chien al riu Mississipi. La notícia que els estatunidencs havien ocupat Prairie du Chien va arribar a Mackinac el 21 de juny. McDouall es va veure obligat a debilitar la seva guarnició per enviar una expedició a les ordres de William McKay (que tenia el rang local de tinent coronel) per recuperar el post.
El 3 de juliol, un esquadró de cinc bergantins i canoneres estatunidencs sota el comandament del comodor Arthur Sinclair va sortir de Detroit, transportant una força de desembarcament de 700 soldats sota el comandament del tinent coronel George Croghan. La força estava formada per un batalló ad hoc d'infanteria regular (format per cinc companyies separades dels 17è, 19è i 24è d'infanteria dels EUA) sota el comandant Andrew Holmes i un batalló de voluntaris de la milícia d'Ohio sota les ordres del coronel William Cotgreave, amb destacaments d'artilleria.
En lloc de dirigir-se directament a Mackinac, l'esquadró estatunidenc va buscar primer a la badia de Matchedash la base des de la qual es proveïen els britànics a Mackinac, que pensaven que era a Penetanguishene. Com que el temps era boirós i els estatunidencs no tenien timoners familiaritzats amb la zona, amb molts illots i roques submergides, van passar una setmana a la badia però no van trobar-hi res. Després, van navegar cap a l'illa de Sant Josep, que havia estat el post militar britànic original el 1812, però van trobar que havia estat abandonat. Van cremar el lloc i també el post comercial de la Companyia del Nord-oest canadenca a Sault Sainte Marie.
Els estatunidencs finalment van arribar a Mackinac el 26 de juliol. La seva arribada retardada havia donat a McDouall prou temps i havia reforçat encara més les seves defenses, cridant les dues últimes companyies de milícies que quedaven per defensar l'illa de Sant Josep i Sault Ste. Marie.

## La batalla
Els vaixells estatunidencs van intentar bombardejar el fort durant dos dies, però la major part dels projectils van caure als horts al voltant del fort, sense provocar danys. Sinclair va descobrir que el nou fortí britànic, Fort George, es trobava massa alt perquè poguessin arribar-hi els canons navals. Aleshores, una densa boira va obligar l'esquadra estatunidenca a allunyar-se de l'illa durant una setmana. Quan van tornar, Croghan va decidir el 4 d'agost desembarcar al costat nord de l'illa, més o menys on havien desembarcat els britànics el 1812 (l'actual comunitat de British Landing), i obrir-se pas pel bosc per atacar el fortí. Els bergantins i canoneres estatunidencs van bombardejar els boscos al voltant del lloc de desembarcament per expulsar-ne els nadius, sacrificant encara més qualsevol possibilitat de sorpresa.
En comptes d'esperar a ser atacat, McDouall va deixar només 25 milicians a Fort Mackinac i uns altres 25 al fortí i va avançar amb el cos principal de la seva força per ocupar uns ampits baixos que donaven a una clariana en la línia d'avanç dels nord-americans. La seva força estava formada per 140 homes de la Royal Newfoundland i els Michigan Fencibles locals, 150 menominee del riu Wisconsin, que McDouall considerava els millors combatents a la seva disposició, i dos canons de campanya: un de 6 lliures i un de 3 lliures.
Quan els estatunidencs van sortir del bosc i van entrar a la clariana, foren objectius fàcils per als canons britànics. Croghan va portar dos canons de 6 lliures, però mentrestant va enviar els seus voluntaris d'Ohio, liderant l'avanç, per flanquejar l'esquerra britànica, i va enviar el destacament de regulars pel bosc al voltant de la dreta britànica. Aquestes maniobres van fer-se molt lentament, a causa del terreny difícil. Mentrestant, un informe fals d'un altre desembarcament estatunidenc a l'oest del fort va fer que McDouall retirés els Newfoundlanders i els Michigan Fencibles, però els regulars estatunidencs van ser emboscats pels nadius. Van morir-hi tretze estatunidencs, entre ells el major Holmes, el capità Isaac Van Horne i un altre oficial, cinquanta-un van resultar-ne ferits (incloent-hi el capità Benjamin Desha, segon al comandament dels regulars) i les forces estatunidenques van quedar desorganitzades. Mentrestant, McDouall va descobrir que no hi havia cap desembarcament darrere d'ell i va traslladar la infanteria a les seves posicions.
Les fortes pèrdues i la confusió entre els regulars dels Estats Units i el retorn de la infanteria de McDouall, van obligar Croghan a ordenar als seus homes que es retiressin pel bosc fins a la platja. Dos estatunidencs ferits van quedar com a presoners. Els estatunidencs van tornar a rem fins als seus vaixells i van deixar el fort en mans britàniques fins al final de la guerra.

## Conseqüències
L'expedició estatunidenca va localitzar posteriorment el post al riu Nottawasaga i el 15 d'agost el van capturar abans de tornar a Detroit. Els britànics van enfonsar la goleta Nancy, que s'havia refugiat al riu Nottawasaga, perquè no caigués en mans estatunidenques. El comodor Sinclair va deixar les canoneres USS Tigress i USS Scorpion per bloquejar Mackinac, amb l'esperança de matar de fam la guarnició i que es rendís abans de la primavera següent. En la batalla del llac Huron, els dos vaixells van caure en mans britàniques, fet que garantí el control britànic sobre tota la regió.